# Puerto Morazán
Puerto Morazán is een gemeente in Nicaragua in het departement Chinandega. De gemeente ligt in het noordwesten van het land aan de Golf van Fonseca en telde 16.000 inwoners in 2015, waarvan ongeveer 45 procent in urbaan gebied (área de residencia urbano) woont.

## Geografie
Puerto Morazán bevindt zich in het noordwesten van Nicaragua aan de monding van de Estero Real in Golf van Fonseca. Het ligt ten oosten van de Cordillera Los Maribios zo'n 150 van de hoofdstad Managua.
De gemeente beslaat een oppervlakte van 517 km² en met 16.000 inwoners in 2015 bedroeg de bevolkingsdichtheid 31 inwoners per vierkante kilometer.

### Kernen
De gemeente telt 9 kernen waarvan Tonala in het zuidoosten de grootste is met ongeveer 6000 inwoners. Puerto Morazán zelf bevindt zich bij de samenvloeiing van de Rio Amayo met Estero Real. Andere plaatsen zijn Pikin Guerrero, Luis Andido, 4 Esquinas de Amayo, San Luis de Amayo, German Pomares, Guanacastilico en Silvio Castro.

### Aangrenzende gemeenten
| Aangrenzende gemeenten | Aangrenzende gemeenten | Aangrenzende gemeenten | Aangrenzende gemeenten | Aangrenzende gemeenten |
| ---------------------- | ---------------------- | ---------------------- | ---------------------- | ---------------------- |
|                        |                        | Choluteca (H)          |                        |                        |
|                        |                        |                        |                        |                        |
| El Viejo               | Somotillo              |                        |                        |                        |
|                        |                        |                        |                        |                        |
|                        |                        |                        |                        | Chinandega             |

### Klimaat
Het heeft net als de rest van de Nicaraguaanse westkust aan de Grote Oceaan een savanneklimaat, een zogenaamd Aw-klimaat volgens Köppen. De jaarlijkse neerslag schommelt tussen de 800 en 2000 mm en de gemiddelde temperatuur bedraagt ongeveer 27°C.

## Stedenband
- Bristol (Verenigd Koninkrijk)[6]